# Gallipoli Football 1909 SSD
L'Associazione Sportiva Dilettantistica Città di Gallipoli je italský klub hrající v sezóně 2018/19 v regionální lize a sídlící ve městě Gallipoli. Klub byl založen v roce 1946 jako Fiamma Jonica Gallipoli. Do sezony 1972/73 klub hraje nejvýše v regionálních ligách. V sezoně 1979/80 klub hraje čtvrtou ligu. Po sezoně je klub v bankrotu a je založen klub nový – Virtus Gallipoli a hrají v regionální lize. V roce 1994 se klub slučuje s klubem Vis Nardo a je změněn název na Vis Gallipoli. V roce 1999 klub zanikl. Záhy vzniká klub nový – Associazione Calcio Gallipoli a začínají v regionální lize.
V roce 2002 klub kupuje místní podnikatel a politik Vincenzo Barba. V sezoně 2009/10 hraje poprvé ve své klubové historii druhou ligu. Hrají ji rok a sestupují. Klub je ve velkých dluzích a je vypsán konkurs. Vzniká klub nový – Associazione Sportiva Dilettantistica Gallipoli Football 1909 a hrají v regionální lize. V sezóně 2022-23 se Gallipoli Football vzdává sportovního titulu a nový městský tým s názvem ASD Città di Gallipoli vyhraje šampionát a národní play-off a přistane v Serie D.
Nejvyšší soutěž nikdy nehrály. Nejlepší úspěch je hraní ve druhé lize a to v 1 sezoně.

## Umístění v italské lize podle sezón
| Ročník  | liga                     | pořadí | Italský pohár |
| ------- | ------------------------ | ------ | ------------- |
| 2000/01 | Promozione Puglia        | 1      | nehráli       |
| 2001/02 | Eccellenza Puglia        | 5      | nehráli       |
| 2002/03 | Eccellenza Puglia        | 6      | nehráli       |
| 2003/04 | Eccellenza Puglia        | 1      | nehráli       |
| 2004/05 | Serie D                  | 1      | nehráli       |
| 2005/06 | Serie C2                 | 1      | nehráli       |
| 2006/07 | Serie C1                 | 11     | nehráli       |
| 2007/08 | Serie C1                 | 9      | nehráli       |
| 2008/09 | Lega Pro Prima Divisione | 1      | nehráli       |
| 2009/10 | Serie B                  | 21     | nehráli       |
| 2010/11 | Promozione Puglia        | 3      | nehráli       |
| 2011/12 | Promozione Puglia        | 3      | nehráli       |
| 2012/13 | Eccellenza Puglia        | 7      | nehráli       |
| 2013/14 | Eccellenza Puglia        | 1      | nehráli       |
| 2014/15 | Serie D                  | 9      | nehráli       |
| 2015/16 | Serie D                  | 18     | nehráli       |
| 2016/17 | Eccellenza Puglia        | 12     | nehráli       |
| 2017/18 | Eccellenza Puglia        | 5      | nehráli       |
| 2018/19 | Eccellenza Puglia        | 4      | nehráli       |
| 2019/20 | Eccellenza Puglia        | 10     | nehráli       |
| 2020/21 | Eccellenza Puglia        | 5      | nehráli       |
| 2021/22 | Eccellenza Puglia        | 3      | nehráli       |
| 2022/23 | Eccellenza Puglia        | 1      | nehráli       |
| 2023/24 | Serie D                  |        |               |